# Hikari Ishida
Pour les articles homonymes, voir Ishida.
Hikari Ishida (石田 ひかり, Ishida Hikari) est une actrice et chanteuse japonaise, née le 25 mai 1972 à Tokyo. 

## Biographie
Elle est la sœur cadette de Yuriko Ishida, également actrice.
Elle est surtout connue pour avoir été l'une des trois stars de la série Hana no Asuka-gumi! en 1988. Elle a aussi joué dans le film Futari de Nobuhiko Ōbayashi, rôle qui lui a valu plusieurs récompenses au Japon.
En 2005, elle a été l'une des narratrices pour le doublage japonais de La Marche de l'empereur.

## Filmographie sélective

### Cinéma
- 1991 : Futari (ふたり?) de Nobuhiko Ōbayashi : Mika Kitao
- 1991 : Kamitsukitai (咬みつきたい?) de Shūsuke Kaneko
- 1991 : Aitsu (あいつ?) d'Atsushi Kimura
- 1999 : Fascination Amour (愛情夢幻號, Ai qing meng huan hao) de Herman Yau

### Télévision
- 1988 : Hana no Asuka-gumi! (花のあすか組!?) (série télévisée)
- 2000 : Séance (降霊, Kōrei?) de Kiyoshi Kurosawa

## Discographie
Albums
Compilations
Singles

## Distinctions
- 1991 : Hōchi Film Award de la meilleure nouvelle actrice pour Futari, Kamitsukitai et Aitsu[1]
- 1991 : Nikkan Sports Film Award du meilleur nouveau talent pour Futari, Kamitsukitai et Aitsu
- 1992 : prix de la révélation de l'année pour Futari, Kamitsukitai et Aitsu aux Japan Academy Prize[2]
- 1992 : prix Blue Ribbon de la meilleure nouvelle actrice pour Futari, Kamitsukitai et Aitsu
- 1992 : prix Kinema Junpō de la meilleure nouvelle actrice pour Futari, Kamitsukitai et Aitsu
- 1992 : grand prix Sponichi du nouveau talent pour Futari, Kamitsukitai et Aitsu aux prix du film Mainichi[3]
- 1992 : prix de la meilleure nouvelle actrice pour Futari, Kamitsukitai et Aitsu au festival du film de Yokohama